# Anthanassa frisia
Anthanassa frisia is een vlinder uit de familie Nymphalidae. De wetenschappelijke naam van de soort is voor het eerst geldig gepubliceerd in 1833 door Felipe Poey y Aloy.